# Eurycantha micrantha
Eurycantha micrantha är en insektsart som först beskrevs av Xavier Montrouzier 1855.  Eurycantha micrantha ingår i släktet Eurycantha och familjen Phasmatidae. Inga underarter finns listade i Catalogue of Life.